# Rust (computerspil)
 For alternative betydninger, se Rust (flertydig). (Se også artikler, som begynder med Rust)
Rust er overlevelses-computerspil udviklet af Facepunch Studios, der kun kan spilles i multiplayer. Rust blev oprindeligt udgivet med tidlig adgang i december 2013 og senere som en fuld udgivelse i februar 2018. Rust er tilgængeligt på Microsoft Windows og macOS. Versioner til spilkonsollerne PlayStation 4 og Xbox One blev udviklet i samarbejde med Double Eleven og udgivet i maj 2021.
I Rust er formålet at overleve i vildmarken ved hjælp af indsamlede og stjålne materialer. Spillere skal med succes styre deres sult, tørst og sundhed eller risikere at dø. Andre spillere er, på trods af tilstedeværelsen af fjendtlige dyr såsom bjørne og ulve, spillerens største trussel, eftersom spillet kun er multiplayer. Kamp foregår med skydevåben og forskellige våben såsom buer. Derudover vil køretøjer, der kontrolleres af NPC'er, lejlighedsvis strejfe rundt og angribe bevæbnede spillere. Rust har fremstilling, der dog i starten er begrænset indtil opdagelsen af specifikke genstande i spillets åbne verden. For at blive beskyttet skal spillere bygge baser eller slutte sig til klaner for øge deres overlevelseschancer. Plyndring er et større aspekt af Rust. Rust understøtter moddede servere, hvilket kan tilføje yderligere indhold til spillet.
Rust blev udgivet første gang i december 2013 gennem Steam Early Access-programmet. Gameplay ændrede sig markant under denne udviklingsperiode. Farligt dyreliv erstattede zombier som den primære miljøtrussel, og adskillige grundlæggende revisioner af fremstillingssystemet blev udgivet sammen med generelle forbedringer og tilføjelse af nye funktioner. Imens Rust var i Early Access blev det overført til Unity 5 spilmotoren, hvilket medførte betydelige ændringer af grafikken. Spillet introducerede også uforanderlig, forudbestemt hudfarve og biologisk køn knyttet til spillernes Steam-kontodetaljer. Selvom det er fuldt udgivet, fortsætter spillet med at blive opdateret.
I hele Rusts alpha-udgivelse var kritikernes anmeldelser blandede og med mange sammenligninger til andre videospil. Rust blev normalt forklaret som en blanding af DayZ og Minecraft. I denne periode noterede anmelderne sig ofte spillets ufærdige natur. I sin pre-release fase roste kritikerne konceptet og gameplayet, og i marts 2017 havde Rust solgt over fem millioner eksemplarer. Det modtog efter at have forladt Early Access blandede anmeldelser. Player vs player (PvP) kampen og overlevelsesaspekter blev af dem, der nød spillet, fremhævet; dog var anmelderne kritiske over for den barske begynderoplevelse og det konstante behov for at grinde efter materialer.
| computerspil | Spire Denne computerspilsrelaterede artikel er en spire som bør udbygges. Du er velkommen til at hjælpe Wikipedia ved at udvide den. |